# David Rees Snell
David Rees Snell (Wichita, 20 agosto 1966) è un attore statunitense.
È noto soprattutto per il ruolo del detective Ronnie Gardocki nella serie televisiva The Shield, ha inoltre fatto numerose apparizioni in altre serie televisive di successo e ha doppiato alcuni videogiochi.

## Filmografia parziale

### Televisione
- Trappola per una ragazza sola (I Can Make You Love M), regia di Michael Switzer – film TV (1993)
- Cavalcando col diavolo (Ride with the Devil), regia di Ang Lee – film 1999
- The Shield – serie TV, 83 episodi (2002-2008)
- Lie to Me – serie TV, episodio 2x19 (2010)
- Sons of Anarchy – serie TV, 8 episodi (2011)
- Pericolo in classe (The Cheating Pact), regia di Doug Campbell – film TV (2013)
- S.W.A.T. – serie TV, 16 episodi (2018-2023)

## Doppiatori italiani
Nelle versioni in italiano delle opere in cui ha recitato, David Rees Snell è stato doppiato da:
- Alberto Bognanni in The Shield
- Gaetano Varcasia in Lie to Me
- Riccardo Rossi in Criminal Minds
- Alessio Cigliano in Leverage - Consulenze illegali
- Andrea Lavagnino in Sons of Anarchy
- Stefano Miceli in Major Crimes
- Fabrizio Picconi in Grey's Anatomy
- Giorgio Perno in Scandal
- Roberto Certomà in S.W.A.T.
- Massimiliano Plinio in The Night Agent